# Egidijus Mockevičius
Egidijus Mockevičius (ur. 1 września 1992 w Kurszanach) – litewski koszykarz występujący na pozycji środkowego, obecnie zawodnik Montakit Fuenlabrada.
19 września 2017 został zawodnikiem litewskiego Lietuvosu Rytas Wilno.

## Osiągnięcia
Stan na 28 listopada 2019, na podstawie, o ile nie zaznaczono inaczej.
- Obrońca Roku Konferencji Missouri Valley (MVC – 2016)
- Zaliczony do:
  - I składu:
    - MVC (2015, 2016)
    - pierwszoroczniaków MVC (2013)
    - defensywnego MVC (2014–2016)
    - turnieju:
      - College Insider.com (2015)
      - The Wooden Legacy (2016)

  - składu MVC All-Conference Honorable Mention (2014)
- Lider w:
  - zbiórkach[4]:
    - NCAA (2016)[5]
    - MVC (2014–2016)

  - blokach MVC (2016)
  - skuteczności rzutów z gry MVC (2016)
- Uczestnik meczu gwiazd NCAA – Reese's College All-Star Game (2016)

Drużynowe
- Wicemistrz Litwy (2018)
- Finalista Pucharu Litwy (2018)

Indywidualne
- Lider ligi włoskiej w zbiórkach (2019)

Reprezentacja
- Mistrz:
  - Europy U–18 (2010)
  - Europy U–20 (2012)
  - świata U–19 (2011)
  - olimpijskiego festiwal młodzieży Europy (2007)
- Uczestnik:
  - mistrzostw świata U–17 (2010 – 4. miejsce)
  - Uniwersjady (2015 – 6. miejsce)